# 고산역 (대구)
고산역(Gosan station, 孤山驛)은 대한민국 대구광역시 수성구 달구벌대로에 있는 대구 도시철도 2호선의 전철역이다. 매호천 하저터널로 신매역과 연결된다.

## 특징
연호동·가천동 일대 그린벨트 구간을 지나 시지지구 아파트 단지가 시작되는 입구에 있어서, 시지 지역의 중심지에 있는 신매역에 비해 이용률이 낮다. 고산역 옆으로 고모로 입구가 있다. 시지교 하저터널로 신매역과 연결된다. 대구 도시철도 3호선이 계획대로 연장개통될 경우 이 역은 2호선과 3호선의 환승역이 된다. 이 역의 4번 출구 인근에 증심사라고 하는 작은 절이 있으며, 이는 광주광역시에 있는 증심사와는 전혀 관련이 없다.

## 역명의 유래
고산이란 경상북도 경산시에서 서북쪽으로 2km가량 떨어진 평지에 있는 해발 90m의 구릉을 말하는 것으로, 이 지역의 특징을 나타낼 수 있어 고산역이라 하였다.

## 역사
- 2005년 10월 18일 : 대구 도시철도 2호선 개통과 함께 영업 개시
- 2017년 5월 25일 : 스크린도어 설치

## 역 구조
2면 2선의 곡선 상대식 승강장이 있는 지하역이다. 직선역에 속하긴 하지만 승강장은 곡선으로 살짝 휘어 있다. 스크린도어가 설치되어 있다.

### 승강장
| 수성알파시티 ↑ |
| \| 상          |
| ↓ 신매         |

| 상행 | ● 대구 도시철도 2호선 | 반월당·용산·문양 방면 |
| 하행 | ● 대구 도시철도 2호선 | 신매·사월·영남대방면  |

- 승강장 번호 : 239
- 대합실을 통해 반대편 승강장으로의 이동이 가능하다.

## 역 주변
| 나가는 곳 | 방면 |
| --------- | --- |
| 1         | 고산초등학교 시지동 |
| 2         | 고산우체국 노변동 고산2동치안센터                                                                                                   |
| 3         | 노변청구타운 청구전원타운 경북아파트 동서우방타운 고산노변타운 모닝하이츠 매호천 수성월드메르디앙 아이프라임시지                    |
| 4         | 고산2동 고산2동행정복지센터 IM뱅크 고산지점 농협 고산농협 본점 은세계타운 제림은탑맨션 미래하이츠빌 시지월드메르디앙 파티마여성병원 |

## 변동
| 노선  | 승차 인원 | 승차 인원 | 승차 인원 | 승차 인원 | 승차 인원 | 승차 인원 | 승차 인원 | 승차 인원 | 승차 인원 | 승차 인원 | 승차 인원 | 승차 인원 | 승차 인원 | 주석 |
| 노선  | 2005년    | 2006년    | 2007년    | 2008년    | 2009년    | 2010년    | 2011년    | 2012년    | 2013년    | 2014년    | 2015년    | 2016년    | 2017년    | 주석 |
| ----- | --------- | --------- | --------- | --------- | --------- | --------- | --------- | --------- | --------- | --------- | --------- | --------- | --------- | ---- |
| 2호선 | 2,087     | 2,142     | 2,132     | 2,322     | 2,442     | 2,497     | 2,767     | 2,686     | 2,832     | 2,747     | 2,606     | 2,545     |           |      |

## 인접한 역
| 대구 도시철도 2호선        | 대구 도시철도 2호선   | 대구 도시철도 2호선  |
| -------------------------- | --------------------- | -------------------- |
| 238 수성알파시티 문양 방면 | ● 대구 도시철도 2호선 | 240 신매 영남대 방면 |